# Pavel Samojlin
Pavel Michajlovič Samojlin (rusky: Павел Михайлович Самойлин; 2. listopadu 1974 Sverdlovsk (nyní Jekatěrinburg) – 10. prosince 1996 u Krasnojarsku) byl sovětský a ruský reprezentant ve sportovním lezení a horolezec. Mistr Ruska, absolutní mistr Sovětského svazu, první juniorský mistr světa a obecně uznávaný nejlepší ruský horolezec v letech 1991–1996. Zemřel při autonehodě v roce 1996.
Pocházel z horolezecké rodiny, oba rodiče (otec Michail Alexejevič Samojlin) byli mistři Ruska a mistři sportu, matka (Tamara Ivanovna Samojlina) zasloužilá trenérka. Jeho manželka Taťjana Michajlovna Sjomkina nyní působí jako trenérka, jeho dcera Anastasija Samojlina je mistryně sportu.

## Výkony a ocenění
- 1990: mistr Ruska a mistr Sovětského svazu v patnácti letech
- 1991: čtvrté místo na prvním mistrovství světa v sedmnácti letech, mistr Sovětského svazu
- 1992: první juniorský mistr světa

### Závodní výsledky
| Mistrovství světa | Mistrovství světa | Mistrovství světa | Mistrovství světa |
| Rok               | 1991              | 1993              | 1995              |
| ----------------- | ----------------- | ----------------- | ----------------- |
| Obtížnost         | 4                 | 8                 | 10                |

| Světový pohár       | Světový pohár | Světový pohár | Světový pohár  | Světový pohár | Světový pohár | Světový pohár |
| Rok                 | 1991          | 1992          | 1993           | 1994          | 1995          | 1996          |
| ------------------- | ------------- | ------------- | -------------- | ------------- | ------------- | ------------- |
| Obtížnost           | 29-30         | 14            | 10             | 14            | 38            | 33-34         |
| jednotlivě*         | 9,-,-,24,25,- | 21,6,,-,-,28  | 26,28,-,6,4,11 | 5,23,15,-     | -,-,-,20      | -,-,20        |
|                     |               |               |                |               |               |               |
| Rychlost            | nezávodilo se | nezávodilo se | —              | nezávodilo se | nezávodilo se | ?             |
| jednotlivě* (x/x/x) |               |               |                |               |               | ,             |

* poznámka: nalevo jsou poslední závody v roce; v lezení na rychlost probíhaly závody poháru v roce 1993 a poté až od roku 1998
| Mistrovství Evropy | Mistrovství Evropy |
| Rok                | 1996               |
| ------------------ | ------------------ |
| Rychlost           | 3                  |

| Mistrovství Sovětského svazu | Mistrovství Sovětského svazu | Mistrovství Sovětského svazu |
| Rok                          | 1990                         | 1991                         |
| ---------------------------- | ---------------------------- | ---------------------------- |
| Obtížnost                    | 1                            | 1                            |

| Mistrovství Ruska | Mistrovství Ruska |
| Rok               | 1990              |
| ----------------- | ----------------- |
| Obtížnost         | 1                 |

| Mistrovství světa juniorů | Mistrovství světa juniorů |
| Rok                       | 1992 junioři              |
| ------------------------- | ------------------------- |
| Obtížnost                 | 1                         |

* poznámka: v roce 1992 se na MSJ závodilo jen v lezení na obtížnost (tři a tři kategorie chlapců a dívek)

## Památka
V letech 1997–2006 se na jeho památku konaly lezecké závody v Jekatěrinburgu. Na Krymu v lezecké oblasti Nikita po něm byla nazvána cesta Udalec Paška (Удалец Пашка).